# Eusébio Cup de 2008
A Eusébio Cup 2008 foi a primeira edição da Eusébio Cup, vencida pelo Inter de Milão em vitória sobre o anfitrião da competição, o Benfica. Após o empate a zero nos 90 minutos de jogo, este foi decidido por penáltis, saindo vitorioso o conjunto italiano treinado por José Mourinho.

## Detalhes do jogo
| 15 de Agosto de 2009 | Benfica | 0 – 0 (4 - 5 p.) | Inter de Milão | Estádio da Luz, Lisboa |
|                      |         |                  |                | Árbitro: Bruno Paixão  |

|                                                        |       | Penalidades                                                      |  |
| Quim Fellipe Bastos Reyes Nuno Gomes David Luiz Nélson | 4 — 5 | Maxwell Mario Balotelli Stankovic Ibrahimovic Burdisso Cambiasso |  |

| Benfica | Inter de Milão |

| BENFICA:      |    |                  |     |     |
|               |    |                  |     |     |
| GR            | 12 | Quim             |     |     |
| D             | 14 | Maxi Pereira     |     | 68' |
| D             | 8  | Katsouranis      |     | 85' |
| D             | 4  | Luisão (c)       |     |     |
| D             | 5  | Léo0             | 86' |     |
| M             | 26 | Yebda            |     | 81' |
| M             | 24 | Carlos Martins   |     | 68' |
| M             | 15 | Rúben Amorim     |     | 45' |
| M             | 10 | Pablo Airmar 47' |     |     |
| A             | 16 | Urreta           |     | 45' |
| A             | 7  | Cardozo          |     | 68' |
| Suplentes:    |    |                  |     |     |
| GR            | 1  | Moreira          |     |     |
| GR            | 31 | Moretto          |     |     |
| D             | 23 | David Luiz       |     | 68' |
| D             | '  | Edcarlos         |     |     |
| D             | 28 | Miguel Vítor     |     |     |
| D             | 27 | Sidnei           |     |     |
| D             | 25 | Jorge Ribeiro    |     |     |
| D             | '  | Nélson           |     | 68' |
| M             | 6  | Reyes            |     | 45' |
| M             | 11 | Balboa           |     | 45' |
| M             | 13 | Fellipe Bastos   |     | 81' |
| M             | 18 | Binya            |     | 85' |
| A             | '  | Makukula         |     |     |
| A             | 9  | Mantorras        |     |     |
| A             | 21 | Nuno Gomes       |     | 68' |
| Treinador:    |    |                  |     |     |
| Quique Flores |    |                  |     |     |

| INTER DE MILÃO: |    |                        |     |      |     |
|                 |    |                        |     |      |     |
| GR              | 12 | Júlio César            |     |      |     |
| D               | 13 | Maicon                 |     |      |     |
| D               | 16 | Burdisso               |     |      |     |
| D               | 19 | Cambiasso              |     |      |     |
| D               | 6  | Maxwell                |     |      |     |
| M               | 5  | Stankovic0             | 23' |      |     |
| M               | 20 | Muntari                |     | 62'  |     |
| M               | 4  | Javier Zanetti (c) 47' |     |      |     |
| M               | 7  | Figo                   |     | 75'  |     |
| A               | 33 | Mancini                |     | 80'  |     |
| A               | 8  | Ibrahimovic            |     |      |     |
| Suplentes:      |    |                        |     |      |     |
| GR              | 1  | Toldo                  |     |      |     |
| GR              | 22 | Orlandoni              |     |      |     |
| D               | 39 | Santon                 |     |      |     |
| M               | 11 | Luis Jiménez           |     | 62'  |     |
| M               | 36 | Francesco Bolzoni      |     |      |     |
| M               | '  | Pelé                   |     | 80'0 | 87' |
| A               | 45 | Balotelli              |     | 75'  |     |
| A               | '  | David Suazo            |     |      |     |
| A               | 18 | Crespo                 |     |      |     |
| Treinador:      |    |                        |     |      |     |
| José Mourinho   |    |                        |     |      |     |

| Eusébio Cup Campeão 2008 |
| ------------------------ |
| Itália                   |
| Inter de Milão 1º Título |